# Øystein I de Noruega
Øystein I (1088/1089-Hustad, 29 de agosto de 1123) fue rey de Noruega de 1103 a 1123. Era el hijo mayor de Magnus III.
Øystein Magnussson se convirtió en rey junto a sus hermanos Sigurd y Olaf (todos de madres diferentes) al morir su padre en 1103. Olaf, el menor, falleció tempranamente en 1115, y Øystein y Sigurd gobernarían juntos hasta 1123, dividiendo el gobierno entre el norte y el sur.
Cuando Sigurd marchó a una cruzada hacia Tierra Santa entre 1107 y 1111, Øystein se encargó él solo del gobierno. Durante ese período mostró una gran actividad: construyó varias iglesias, el monasterio benedictino de Munkeliv, en Bergen, un puerto en Agdenes y albergues para los viajeros. Además conquistó la provincia sueca de Jämtland.
Fue un rey bastante popular, y durante su gobierno hubo paz y prosperidad en el reino. La Heimskringla narra que gobernaba tomando siempre en consideración a los demás.
La relación con Sigurd no fue muy buena, y parece haber existido cierta rivalidad entre los monarcas. Øystein falleció repentinamente el 29 de agosto de 1123, tras un banquete en Hustad. El gobierno recayó desde entonces únicamente en Sigurd.
Øystein estaba casado con Ingebjørg Guttormsdatter y tuvo una hija, Maria Øysteinsdatter, quien sería la madre del pretendiente al trono Olaf el Desafortunado.